# Union (comté de Door)
Pour les articles homonymes, voir Union.
Union est une commune du comté de Door dans l'État du Wisconsin. Lors du recensement de 2000, sa population s’élevait à 880 habitants.

## Communauté belge
Union abrite la plus importante communauté Belgo-Américaine des États-Unis, proportionnellement à ses résidents.
1. Union, Door County, Wisconsin : 49 % [2]
2. Red River, Wisconsin (Kewaunee County) : 47 % [3]
3. Brussels, Wisconsin (Door County) : 36,4 %   (composé de "Brussels community" & "Namur Community") [4]
4. Lincoln, Kewaunee County, Wisconsin : 35,4 % [5]
5. Green Bay (town), Wisconsin (Brown County) : 31,8 % [6]

## Géographie
Selon le bureau du recensement des États-Unis, Union a une superficie totale de 90,0 km2, dont 54,8 km2 de terre et 38,2 km2 d'eau (41,02 %).

## Traduction
- (en) Cet article est partiellement ou en totalité issu de l’article de Wikipédia en anglais intitulé « Union, Door County, Wisconsin » (voir la liste des auteurs).